# Toks

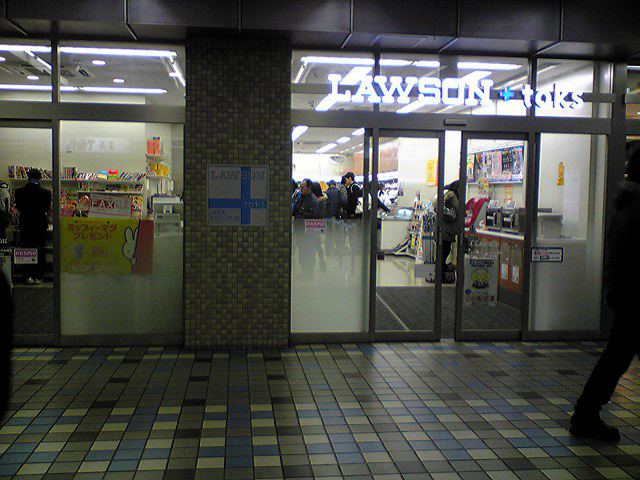
LAWSON+toks 中央林間店

toks（トークス）とは、東急グループに属する株式会社東急ストアが運営する、東急電鉄各駅の構内で営業している駅売店の名称である。
店名の「toks」は「TOKYU」と「THANKS」（感謝、ありがとう）を合成した造語で、「東急からお客様への変わらぬ感謝の気持ち」が由来。PASMO電子マネーTOKYUポイント（2015年終了）加盟店であった。

## 概要
東急電鉄の各駅で営業しており、従来からの駅売店「toks」、ローソンと提携した駅ナカコンビニ業態の「LAWSON+toks」店舗がある。
雑貨や菓子など通常の駅売店での取扱商品のほか、「のるるん」キャラクターグッズや電車グッズなど、東急電鉄オリジナルグッズも販売している。
小型売店の「toks」店舗では原則として一人勤務となるので、社員スタッフの休憩時間を確保するため、アルバイト従業員が複数の店舗を担当し、東横線または田園都市線のコースに分かれ、沿線ごとに店舗を移動しながら勤務する形態を採っている（移動の交通費と移動時間中の時給は支給される）。
元々は東急ステーションリテールサービス（旧商号・東弘商事）が運営していたが、2022年3月1日付けで同社が東急ストアに吸収合併されため、以降は東急ストアが運営を引き継いでいる。

### LAWSON + toks
2005年11月に親会社の東急(旧・東京急行電鉄)とコンビニエンスストア大手のローソンが業務提携、駅型コンビニエンスストア店舗「LAWSON + toks」を共同開発し、東急ステーションリテールサービスの運営を経て、現在は東急ストアがローソンのフランチャイジーとして運営する。
カタカナ表記は「ローソン プラス トークス」。toksの持つ接客スピードとローソンの持つ在庫管理機能を組み合わせた店舗として、2006年8月31日に長津田店が1号店としてオープンした。
「LAWSON + toks」は12店舗を順次展開してきたが、2012年3月22日に「toks」店舗についても順次「LAWSON + toks」へ転換していく方針で東急とローソンが合意、同年3月末日開店のたまプラーザ駅店（駅北口）から順次転換していく予定と発表された。
これを受け「toks」店舗の「LAWSON + toks」への転換が開始され、2012年には3月31日のたまプラーザ駅店を皮切りに、3月29日に青葉台駅店、5月1日に大井町ホーム店、5月31日に綱島上りホーム店、6月30日に横浜駅店（東横線横浜駅改札外）、9月30日に自由が丘上り・下りホーム店、12月3日に鷺沼改札内店、2013年には2月4日に武蔵小杉上りホーム店、7月10日には元住吉店が「toks」から「LAWSON + toks」へリニューアルされた。新規開店店舗も含め、2014年11月時点で「LAWSON + toks」として33店舗を展開した。
ナチュラルローソンと提携した「NATURAL LAWSON + toks」店舗も登場し、2014年9月1日には田園調布店（改札外）、2016年3月30日には大岡山店（大岡山駅構内改札外）が同業態にリニューアルしている。
だがその後は全店舗が「LAWSON + toks」に転換されたわけではなく、店舗規模や立地、出店時期などにより「toks」「LAWSON + toks」の業態を使い分けており、駅によっては両方の業態の店舗が併存する。
また「LAWSON + toks」では駅売店や駅ナカコンビニとしてだけでなく、二子玉川ライズ店（テラスマーケット2階、2015年4月22日開店）、渋谷スクランブルスクエア店（17階）、南町田グランベリーパーク駅店（ステーションコート1階）のように、東急グループのショッピングセンター内のコンビニとしてテナント出店する店舗もある。

### 店舗デザイン
過去の店舗デザインは、看板は白地にオレンジの「TOKS」旧ロゴ（大文字）と「象」のシンボルマークの下に、オレンジの線が引かれたものであった。
その後、現行の「toks」ロゴ（小文字）に変更され、店舗デザインも順次変更されている。自由が丘駅や青葉台駅などを皮切りに改装が進められ、全体のデザインが赤基調の店舗が増えている。また、二子玉川駅（上りホーム店）のような黒基調の店舗、元住吉駅や自由が丘駅（大井町線下りホーム）で見られたような緑基調の店舗も登場した（元住吉駅店と自由が丘下りホーム店は「LAWSON ＋ toks」に転換し青色の看板に変更）。
「LAWSON+toks」店舗はローソンのコーポレートカラーである青基調、ナチュラルローソンと提携した「NATURAL LAWSON + toks」店舗では同店シンボルカラーの臙脂色を用いたデザインとなっている。

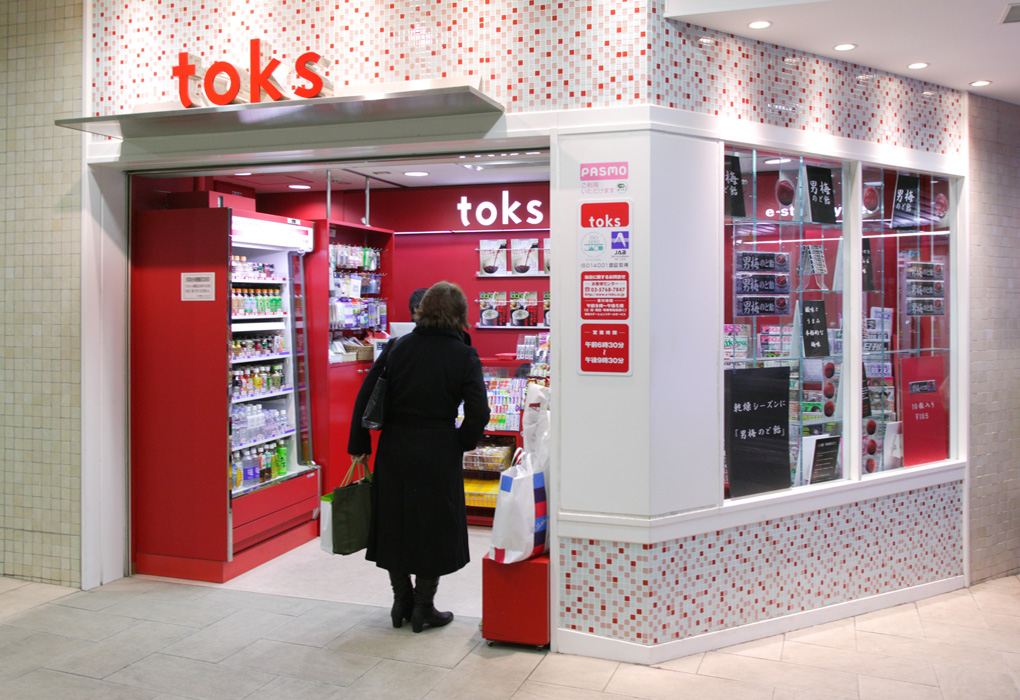
toks自由が丘駅大井町線上りホーム（2008年撮影） 「LAWSON ＋ toks自由が丘上りホーム店」に転換済
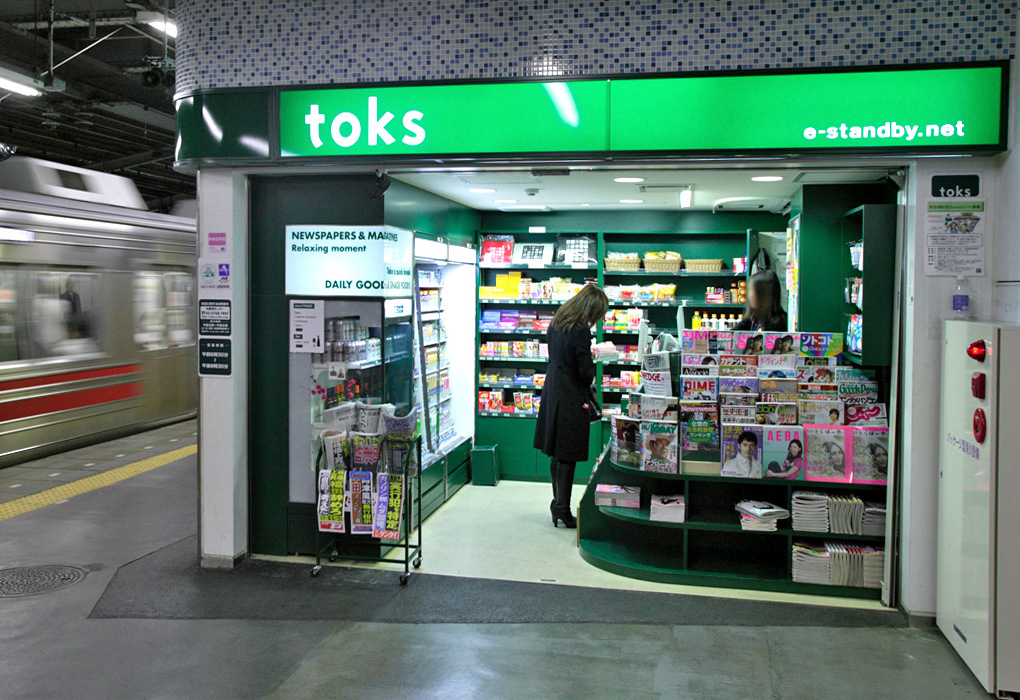
toks自由が丘駅大井町線下りホーム（2008年撮影） 「LAWSON ＋ toks自由が丘下りホーム店」に転換済。看板は青色に変更されている

## 店舗
現行店舗の詳細については、公式サイト「店舗一覧」を参照のこと。
「LAWSON + toks」店舗を含む。
- 東横線 - 祐天寺駅・妙蓮寺駅・白楽駅・東白楽駅・反町駅を除く各駅。
- 目黒線 - 洗足駅・西小山駅・奥沢駅を除く各駅。
- 田園都市線 - 二子新地駅・高津駅・藤が丘駅・田奈駅・つくし野駅・つきみ野駅を除く各駅。
- 大井町線 - 自由が丘駅・大岡山駅・大井町駅
- 池上線 - 五反田駅・長原駅・石川台駅・池上駅・蒲田駅

石川台駅では「LAWSON＋toks 石川台駅前店」として、駅構内ではなく駅舎に隣接する形で駅の外に店舗がある。
- 東急多摩川線 - 蒲田駅
- 世田谷線 - 三軒茶屋駅

2019年9月4日「LAWSON＋toks三軒茶屋駅店」として開店。ただし田園都市線三軒茶屋駅の改札外店舗。
公式サイトの沿線別店舗一覧では、世田谷線は「該当店舗なし」と案内されている。
閉鎖店舗
- 東急多摩川線 - 下丸子駅（2010年9月30日閉店）・武蔵新田駅（2008年閉店）
- 池上線 - 雪が谷大塚駅（2008年閉店）
- 目黒線 - 洗足駅（2023年閉店）
- 田園都市線 - つくし野駅（2023年3月31日閉店）・南町田駅（2017年2月12日、グランベリーモール閉館と再開発により閉店）・つきみ野駅（2020年3月27日閉店）

2019年11月13日、南町田グランベリーパーク開業と同時に「LAWSON＋toks南町田グランベリーパーク駅店」として再出店。
同時にグランベリーパークセントラルコート1階に「LAWSON＋toks南町田グランベリーパークキッズ店」もオープンしていたが、2022年1月30日閉店。

### 営業時間
- 「toks」店舗では、6時30分開店、21時30分から23時閉店が多い。

朝から昼まで（午前中または14:30閉店）のみ営業の店舗もある。
- 「LAWSON＋toks」店舗では、6時30分～7時開店、22時～23時台閉店が多い。

早朝～深夜の長時間営業を行う店舗もある。東横線の武蔵小杉駅店（JR連絡口前）、田園都市線の長津田店と中央林間店では、5時台～25時台の営業。
- 年始（1月1日～3日）は休業。土日祝日は休業とする店舗もある。
- 「LAWSON＋toks」では、テナント出店する商業施設の営業時間・休日に合わせたり、通常のローソンと同様に24時間営業・年中無休とする店舗もある。

24時間営業・年中無休の店舗は、石川台駅前店、溝の口店・溝の口南店。

### 主な取扱商品
「toks」店舗の例。「LAWSON + toks」店舗ではローソンの取扱商品に準じる。
- 煙草・ライター・携帯灰皿
- 新聞（一般紙・スポーツ新聞）・雑誌
- 菓子類
- 筆記具
- 傘
- 下着
- プリペイドカード類・（テレホンカードなど）

かつてはバス共通カード・パスネットも販売されていた。
- 飲料（清涼飲料水・ミネラルウォーターなど）
- 酒類（缶ビールなど）
- 乾電池・携帯電話用電池
- 「ベイビー・イン・ミー」マタニティバッジ
- 東急線駅名ストラップ（期間限定販売）
- 東急電鉄オリジナルグッズ

#### 軽食販売店舗
以下の「toks」店舗では、おにぎり・サンドイッチなどの軽食を販売（サンドイッチは夏期販売しない）。
- 田園都市線
  - 宮崎台駅
  - 梶が谷駅
- 東横線
  - 田園調布駅
  - 日吉駅
  - 綱島駅
  - 菊名駅
- 大井町線
  - 大井町駅

## 沿革
- 1975年（昭和50年）12月 - 財団法人東急弘潤会が反町駅前にトークス反町店を開店する[12]。
- 1978年（昭和53年） - 財団法人東急弘潤会が、東弘商事株式会社に売店運営を譲渡。
- 1991年（平成3年） - 名称を「toks」に統一、象をモチーフとしたシンボルマークを制定。
- 1993年（平成5年） - 販売員が売上チェック (POS) などに使用する携帯端末を導入。
- 1997年（平成9年） - 酒類販売を開始。
- 2003年（平成15年） - 経営元の東弘商事株式会社が、東急ステーションリテールサービスに社名変更。
- 2005年（平成17年）11月 - 東急ステーションリテールサービスがローソンと業務提携[13]。
- 2006年（平成18年）8月31日 - 長津田駅構内に初の「LAWSON + toks」を開業[13]。
- 2012年（平成24年）3月31日 - たまプラーザ駅店を「LAWSON + toks」へ転換[2][13]。
- 2022年（令和4年）3月1日 - 東急ステーションリテールサービスが東急ストアに吸収合併され、東急ストアが運営を継承[5]。